# Riccia cavernosa
Riccia cavernosa là một loài rêu trong họ Ricciaceae. Loài này được Hoffm. mô tả khoa học đầu tiên năm 1796.